# 拉巴霍尔
拉巴霍尔（西班牙語：La Bajol）是西班牙加泰罗尼亚赫罗纳省的一个市镇。总面积5平方公里，总人口93人（2001年），人口密度19人/平方公里。